# Nikolái Makárov
Nikolái Fiódorovich Makárov (en ruso: Никола́й Фёдорович Мака́ров); 22 de mayo de 1914-13 de mayo de 1988, fue un diseñador de armas soviético, más notable por su creación, la pistola Makárov

## Biografía
Makárov nació el 22 de mayo de 1914 en el pueblo de Sasovo de la familia de un trabajador de ferrocarril. En 1936, se matrícula al Instituto Mecánico de Tula. En el inicio de la invasión alemana, se estaba prepando para su graduación. Fue precipitadamente calificado como ingeniero y enviado a Trabajos de Máquina Zagorski (ahora en Posada de Sergiyev). La planta fue pronto evacuada al Óblast de Kirov 
En 1944, Makarov regresó a Tula, y graduado del Instituto Mecánico de Tula con honores. En 1945, participó en una competición de diseño de pistolas, enfocado en encontrar una sustitución para la pistola TT y el revólver M1895 Nagant (el anterior estaba en uso desde 1930 y el último desde el tardío 1800s). refs= Makarov trabajo, el cual hizo uso de algunos elementos de la Walther PP, ganó la competición y estuvo adoptado por el ejército en 1951. Makarov continuó diseñando armas en Tula hasta su jubilación en 1974. Más tarde, es elegido al premio soviético de los diputados de las personas Laborares en el óblast de Tula, y estuvo escogido como miembro de consejo de la sociedad científica y tecnológica de Mashprom.
Muere el 13 de mayo de 1988 a raíz de su séptimo ataque de corazón y fue enterrado en el 1.º Cementerio Municipal en Tula.

## Diseños de arma

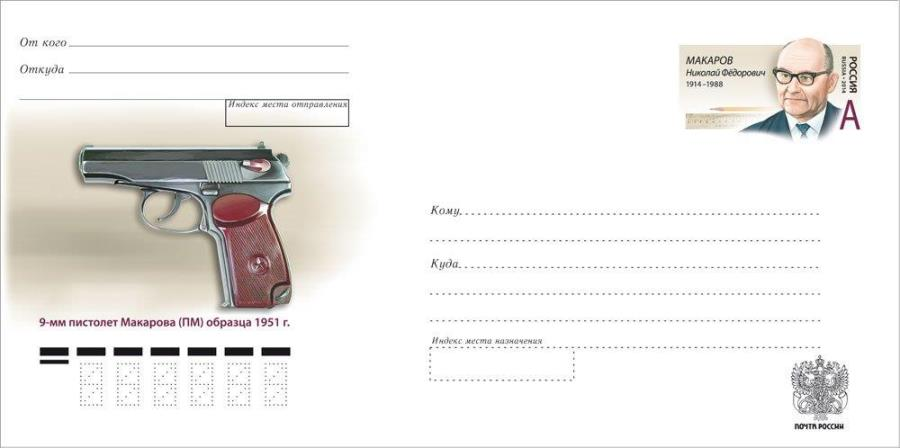
Makarov y su pistola en un sobre ruso del 2014

- Makarov PM (añadido al arsenal del Ejército soviético en 1951)
- АМ-23 cañón: colaboración de Nikolay Afanasyev (añadido al arsenal soviético en 1953)
- 9K111 Fagot (añadido en 1970)
- 9M113 Konkurs (añadido en 1974)

## Premios
- URSS Premio Estatal (1952, 1967)
- Orden de la Pancarta Roja de Laboral (1966)
- Orden de Lenin (1971, 1974)
- Héroe de Trabajo Socialista (1974)